# Stor mossmurkling
Stor mossmurkling (Bryoglossum rehmii) är en svampart som först beskrevs av Giacopo Bresàdola, och fick sitt nu gällande namn av Ohenoja 1996. Enligt Catalogue of Life ingår Stor mossmurkling i släktet Bryoglossum,  och familjen Hyaloscyphaceae, men enligt Dyntaxa är tillhörigheten istället släktet Bryoglossum,  och familjen Helotiaceae. Arten är reproducerande i Sverige. Inga underarter finns listade i Catalogue of Life.